# Eremaeozetes nasutus
Eremaeozetes nasutus är en kvalsterart som beskrevs av Schatz 2003. Eremaeozetes nasutus ingår i släktet Eremaeozetes och familjen Eremaeozetidae. Inga underarter finns listade i Catalogue of Life.